# Пелегра (Кремона)
Пелегра је насеље у Италији у округу Кремона, региону Ломбардија.
Према процени из 2011. у насељу је живело 75 становника. Насеље се налази на надморској висини од 65 м.